# Aniceto Arce (president)
Aniceto Arce Ruiz de Mendoza (Tarija, 17 april 1824 - Sucre, 14 augustus 1906) was de 22e president van Bolivia tussen 1888 en 1892.
Arce was hoofdaandeelhouder en directeur van de mijnen van Huanchaca. In die hoedanigheid liet hij de eerste spoorlijn van Bolivia bouwen, tussen de haven van Antofagasta in Chili, zijn fabrieken in Huanchaca en het mijngebied Oruro. De spoorweg werd geopend in 1892. Arce werd verkozen als president voor de Conservatieve Partij. Als president kreeg hij te maken met hevige oppositie van de Liberale Partij.